# Coupe des Pays-Bas de football 1965-1966
Navigation
Édition précédente Édition suivante
La Coupe des Pays-Bas de football 1965-1966, nommée la KNVB beker, est la 48e édition de la Coupe des Pays-Bas. La finale se joue le 25 mai 1966 au stade Feijenoord à Rotterdam.
Le club vainqueur de la coupe est qualifié pour la Coupe des coupes 1966-1967.
Pour cette édition, la fédération décide d'instaurer une phase de poules pour rendre la compétition plus attractive. Le tenant du titre, Feyenoord Rotterdam est exempté de ce premier tour, les autres équipes sont regroupées dans quinze poules de quatre équipes. Les quinze vainqueurs de poule se qualifient pour les huitièmes de finale.

## Finale
Le Sparta Rotterdam bat l'ADO La Haye 1 à 0 et remporte son troisième titre.